# Governació d'Idlib
La governació o muhàfadha d'Idlib (àrab: محافظة ادلب, muḥāfaẓat Idlib) és una de les catorze governacions o muhàfadhes que conformen l'organització politicoadministrativa de la República Àrab de Síria. Està situada a la part nord-oest del país. Limita amb les governacions de Latakia, Alep, Hama, i amb la República de Turquia. La capital d'aquesta governació és la ciutat d'Idlib.
Té una superfície de 6.097 quilòmetres quadrats i una població d'1.359.000 habitants (estimacions del 2007). La densitat poblacional d'aquesta província siriana és de 222,90 habitants per cada quilòmetre quadrat de la governació.